# Schaverspad
Het Schaverspad is een weg in het voormalige buitengebied van de plaats Heeze in de Nederlandse provincie Noord-Brabant.
Dit pad verliep tussen Heezerenbosch en de Lijkweg, die naar het gehucht Kerkhof liep.
Schavers was een belangrijk geslacht in Heeze, dat al in de 15e eeuw werd vermeld, en waarvan een aantal mensen bestuursfuncties in Heeze vervulden, en diverse boerderijen en huizen bezaten. Tot hun activiteiten behoorde ook de handel in ossen.
De naam Schaverspad berust op een overlevering volgens welke een dronken familielid zijn (hoge) hoed midden op de weg had gezet en tegen een passerende boer zei: Alles wijkt voor Schavers hoed, waarop de boer de hoed van de weg heeft geschopt.
In 1981 werd een monumentje onthuld met daarop de tekst: Alles wijkt voor Schavers hoed, keizer, vorst en koning. Ieder jaar trekt nog het Sint-Jorisgilde langs het Schaverspad.
Het Schaverspad is in een woonwijk De Bulders komen te liggen en is nu een straat in deze wijk.